# Klänge aus der Raimundzeit
Klänge aus der Raimundzeit (Suoni dai tempi di Raimund) op. 479, è un valzer di Johann Strauss (figlio). e, più precisamente, fu l'ultimo lavoro scritto dal "Re del Valzer" prima della sua morte.

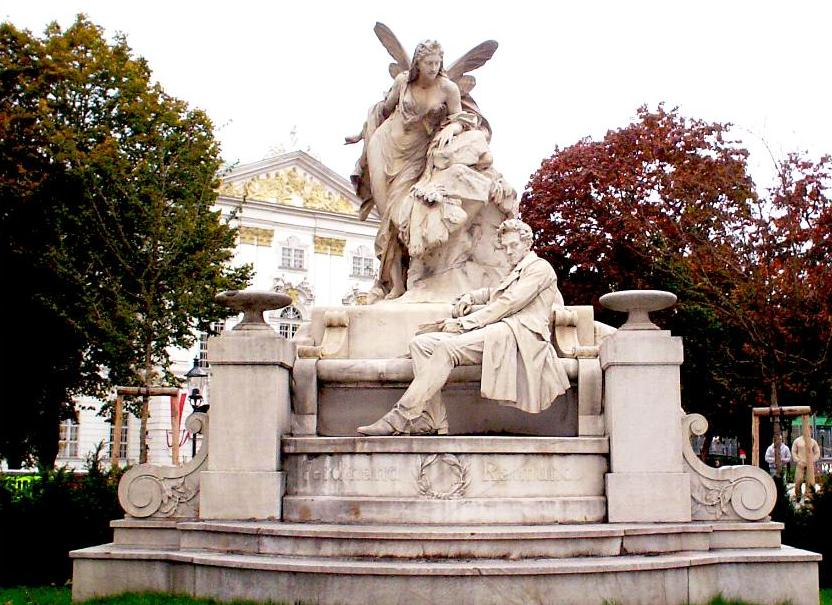
Il monumento a Ferdinand Raimund.

Queste righe furono scritte a mano sullo spartito originale del valzer che Johann Strauß compose ispirandosi alle melodie della propria gioventù.
Lo spettacolo nel Deutsches Volkstheater precedette l'inaugurazione del monumento commemorativo al drammaturgo, poeta ed attore austriaco Ferdinand Raimund (1790-1836), il 1º giugno 1898. La prima edizione per pianoforte del lavoro di Strauss, pubblicata nel 1898 da Albert Jungmann e C. Lerch, raffigurava una fotografia del monumento di fronte al teatro, vicino al parco di Weghuber a Vienna. I ricordi così riuniti da Strauss servirono da sottofondo per la rappresentazione del dramma biografico in un unico atto di Carl Karlweis In Gutenstein nel quale Alexander Girardi interpretò il ruolo di Ferdinand Raimund.
Il dramma fu seguito da scene di quattro drammi di Raimund: Der Diamant des Geisterkönigs (Il diamante del re spettrale), Das Mädchen aus der Feenwelt oder Der Bauer als Millionär (La fanciulla dal regno delle fate o il contadino milionario), Der Alpenkönig und der Menschenfeind, (Il re della montagna e il nemico dell'umanità), Der Verschwender (Lo spendaccione), dopodiché la serata terminò con un'apoteosi.
Il giorno precedente alla prima, il 30 maggio 1898, Johann Strauss scrisse in una lettera a suo fratello Eduard:
(Johann Strauss)
Quando giunse il giorno delle celebrazioni e il lavoro venne eseguito il Fremden-Blatt (10.6.1898) osservò:
(Fremden-Blatt)
Nonostante il pubblico fosse tangibilmente commosso dalle reminiscenze musicali del maestro che ormai stava visibilmente invecchiando, l'esecuzione venne accolta con grandi applausi. L'acclamazione del pubblico per il lavoro si dimostrò maggiore quando Strauss lo eseguì, sotto il titolo di Klänge aus der Raimundzeit (Suoni dai tempi di Raimund) al concerto di beneficenza di suo fratello Eduard con l'Orchestra Strauss nella Sala Dorata del Musikverein nel pomeriggio di domenica 27 novembre 1898.
In questa occasione il Fremden-Blatt parlò di:
(Fremden-Blatt)
La sequenza di brani che Johann Strauss scelse per Klänge aus der Raimundzeit è la seguente:
- Introduzione: Brüderlein fein, l'Addio alla Gioventù dal dramma magico Das Mädchen aus der Feenwelt oder Der Bauer als Millionär su musica del maestro di Johann Strauss, Joseph Drechler (Prima al teatro di Leopoldstadt, 10 novembre 1826).
- Joseph Lanner: Steyrische Tänze op. 165 (1841)
- So leb' denn wohl, du stilles Haus, dall'opera Der Alpenkönig und der Menschenfeind su musica di Wenzel Müller (Prima al teatro di Leopoldstadt, 17 ottobre 1828).
- Johann Strauss padre: Das Leben ein Tanz, oder Der Tanz ein Leben! Valzer op. 49 (1831)
- Joseph Lanner: Die Schönbrunner, Valzer op. 200 (1842)
- Hobellied di Valentin da Der Verschwender su musica di Conradin Kreutzer (Prima al teatro di Josefstadt, 20 febbraio 1834).
- Johann Strauss padre: Deutsche Lust, oder Donau-Lieder ohne Text, Valzer op. 127 (1841).

L'ultima sezione di Klänge aus der Raimundzeit riprende le melodie dei due temi dell'addio Brüderlein fein (piccolo fratellino) e So leb' denn wohl, du stilles Haus  (Così addio, tu, casa quieta).

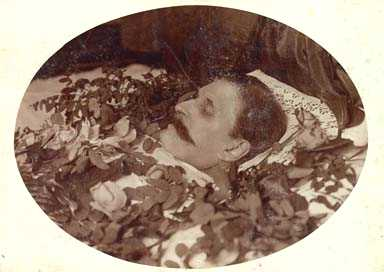
Johann Strauss jr. sul letto di morte.

Considerata la massiccia presenza di temi d'addio in questo lavoro, è molto probabile che già nella primavera del 1898 Strauss sospettasse che non gli restasse più molto tempo da vivere. Un'idea di ciò ci viene data dai ritornelli utilizzati nella coda del valzer Brüderlein fein, So leb' denn wohl, du stilles Haus e dalla canzone di Joseph Drechler con il suo testo che occupava, chiaramente, un posto importante nel cuore di Strauss:
Quando il marito morì un anno più tardi di polmonite, Adèle Strauss ricordò:
(Adèle Strauss)
Inizialmente questo lavoro venne intitolato Reminiscenz. Aus der guten alten Zeit (Reminiscenze. Dai buoni vecchi giorni).